# 豆斋饼
豆斋饼，又称为“豆渣饼”，是一种以黄豆渣为原料制作的食物，同时也被列入非物质文化遗产名录。在历史上乾隆皇帝曾经六次驾巡常州，遇到状元钱维家品尝的小豆饼，因此豆斋饼得以闻名。